# Croix Mal-Mise d'Eslan
La Croix Mal-Mise d'Eslan  est située  au lieu-dit « La Ville Eslan », à  Bréhan dans le Morbihan.
Le calvaire serait nommé ainsi à cause de la disposition inversée des pieds du Christ.

## Historique
La croix fait l’objet d’une inscription au titre des monuments historiques depuis le 23 mai 1927.

## Architecture
Le socle de la croix à double face est posée sur une ancienne meule.